# Bò Whitebred Shorthorn
Whitebred Shorthorn là một loại bò thịt của Anh có nguồn gốc ở tây bắc nước Anh và tây nam Scotland. Giống bò này có nguồn gốc từ bò Shorthorn, nhưng luôn luôn có màu trắng, chứ không phải là tất cả các màu sắc khác giống như trong các loại bò Shorthorns khác. Giống bò này đã không trải qua việc trở nên chuyên hóa trong một trong hai loại bò giống như các giống bò Shorthorn khác (Bò Shorthorn Lấy thịt và Bò Shorthorn Lấy sữa), và do đó, nó vẫn là một loại bò truyền thống khỏe mạnh và gan dạ. Chính vì những lý do này, nhiều người ủng hộ việc sử dụng nó để bảo tồn chăn thả của đồng cỏ trên đồi, các loài cỏ chăn thả để duy trì hệ thực vật đa dạng.

## Lịch sử giống
Trong khi nguồn gốc chính xác không rõ ràng, giống bò này đã được chú ý vào cuối thế kỷ XIX khi nó được gọi là Bò umberland trắng. Vào thời điểm đó, ông David Hall của Larriston, Newcastleton, Roxburghshire, và ông Andrew Park của Stelshaw, Bailey, Cumberland đã bán những con bê có màu xám xanh tại cử hàng kinh doanh gia súc giống của Newcastleton.

## Sử dụng
Các cá thể bò Shorthorn Whitebred được phát triển để cung cấp bò Shorthorn trắng nhằm lai giống với bò Black Galloway. Kết quả của phép lai giữa hai giống bò này tạo thành một loại phổ biến, Bò Blue Grey, có các đặc điểm hữu ích của cả cha lẫn mẹ và màu xanh lam trung gian. Vì màu sắc này không nhất quán, bò Blue Gray thường được tạo mới từ mỗi thế hệ từ các giống bố mẹ.